# Эксперимент Великой пятницы

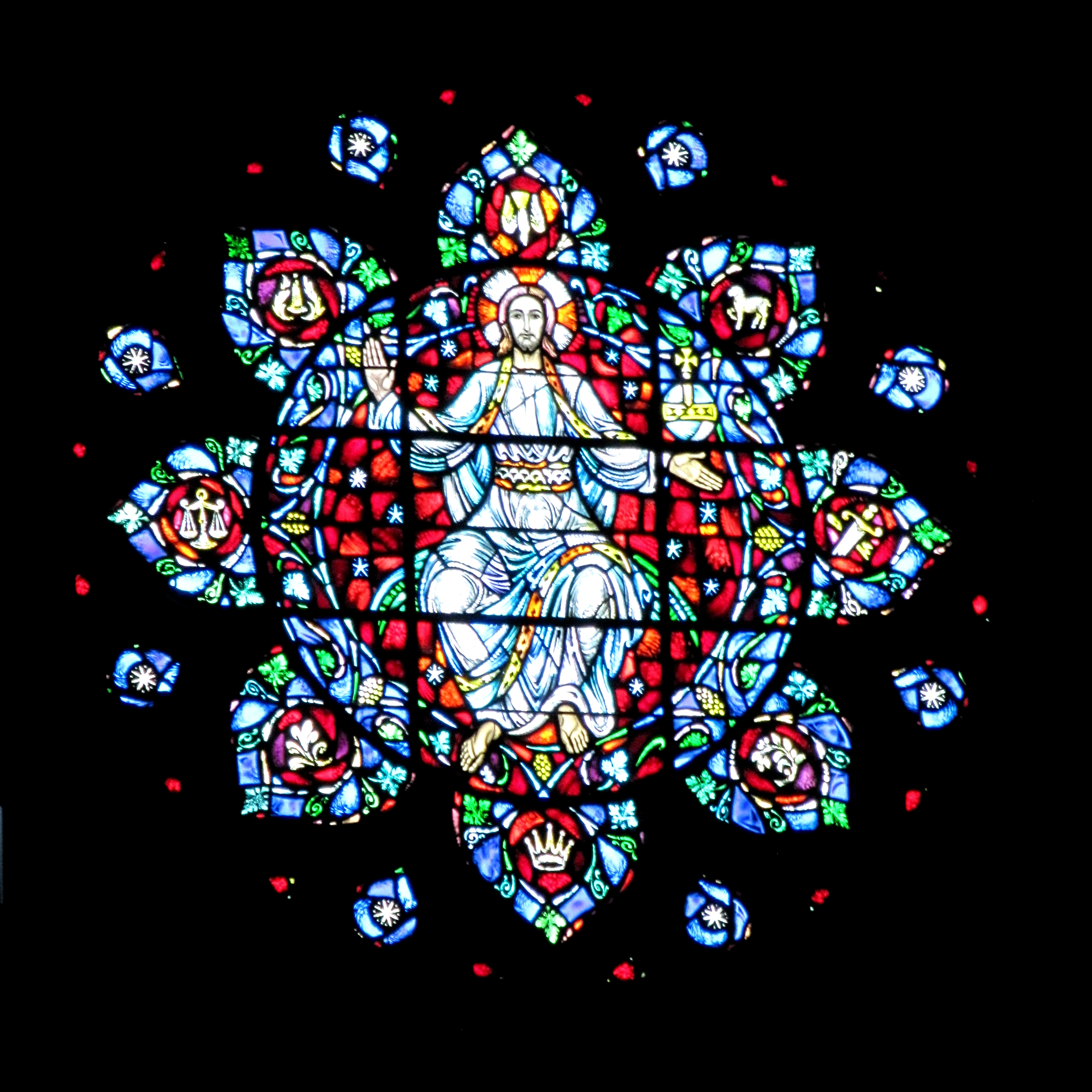
Окно в виде розы над алтарём капеллы Марша

Экспериме́нт Вели́кой пя́тницы (англ. Good Friday Experiment, также известен как Экспериме́нт в капе́лле Ма́рша англ. Marsh Chapel Experiment) — опыт по изучению влияния псилоцибина на религиозные переживания людей, проведённый в Великую пятницу 1962 года в капелле Марша Бостонского университета.

## Эксперимент
Психиатр и теолог Уолтер Панке решил провести эксперимент по изучению влияния псилоцибина на религиозные переживания людей, использовав двойной слепой метод. Студенты-добровольцы, изучавшие теологию, были разделены на две группы. В университетской капелле Марша в Великую пятницу участники одной группы приняли по капсуле псилоцибина, а участникам другой группы дали капсулы с никотиновой кислотой — так называемое «активное плацебо», которое вызывает некоторые физиологические эффекты, но не влияет на состояние сознания. Этот эксперимент проводился под руководством Тимоти Лири и Ричарда Альперта.
Через несколько часов участники эксперимента заполнили анкеты, предлагавшие описать их ощущения, а также оценить силу этих ощущений, в том числе мистических. Такие же анкеты они заполнили и через 6 месяцев после эксперимента. Оказалось, что участники, принимавшие псилоцибин, описали свои мистические ощущения как гораздо более сильные, чем участники, принимавшие плацебо. По прошествии шести месяцев участники, принявшие псилоцибин, утверждали, что пережитый ими опыт усилил их религиозную веру, сделал их более любящими и сопереживающими болям других, и обострил в них чувство красоты жизни.

## Проверка через 24 года
В 1986 году Рик Доблин проинтервьюировал участников эксперимента и обнаружил, что наряду с позитивными ощущениями некоторые ощущали также чувство тревоги. Один из принявших псилоцибин участников даже впал в параноидное состояние и, выбежав из капеллы на улицу, начал проповедовать скорое второе пришествие Иисуса Христа, ему пришлось ввести транквилизатор.